# Andreea Ogrăzeanu

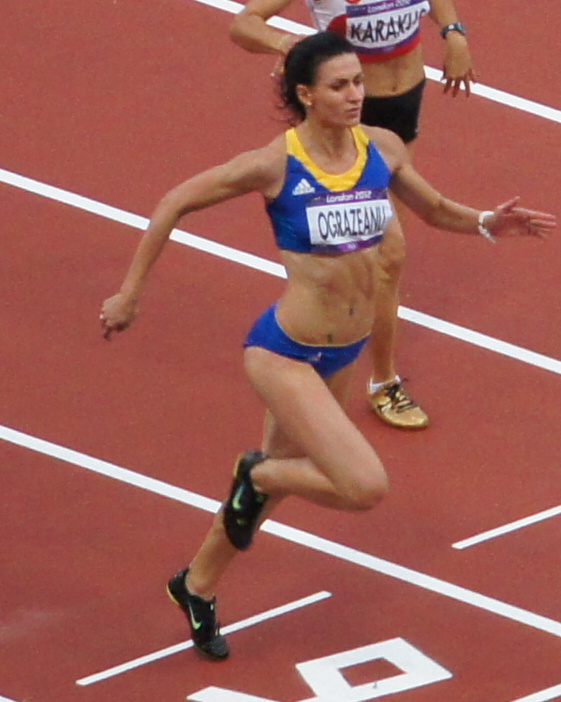
Andreea Ogrăzeanu la Jocurile Olimpice din 2012

Andreea Ogrăzeanu (n. 24 martie 1990, Alexandria, Teleorman, România) este o alergătoare română pe distanțe scurte.

## Carieră
A început sportul cu handbal, iar după câteva luni a trecut la atletism. La vârsta de 13 ani a devenit membră a lotului național. La Campionatul Mondial de Juniori (sub 18) din 2007 de la Ostrava a obținut locul 5 la proba de 100 m. La Campionatul Mondial de Juniori (sub 20) din 2008 de la Bydgoszcz s-a clasat be locul 6.
În anul 2009 Andreea Ogrăzeanu a câștigat medalia de aur la 200 m și medalia de bronz la 100 m la Campionatul European de Juniori (sub 20) de la Novi Sad. În același an a participat la Campionatul Mondial de la Berlin și în 2010 a participat la Campionatul European de la Barcelona.
La Campionatul European de Tineret (sub 23) din 2011 de la Ostrava ea a câștigat medalia de aur la 100 m și s-a clasat pe locul 6 la 200 m. La Universiada din același an care s-a desfășurat la Shenzhen a ajuns tot pe locul 6 la 100 m. Apoi a participat la Campionatul Mondial de la Daegu. În anul 2012 alergătoarea a participat la Campionatul European de la Helsinki și la Jocurile Olimpice de la Londra.
În 2013 Ogrăzeanu a câștigat medalia de bronz la Universiada de la Kazan atât la 100 m cât și la 200 m. Din 2014 s-a pregătit in Germania unde a colaborat cu un antrenor de origine română. Pe 31 mai 2014 a stabilit la Weinheim un nou record personal cu un timp de 11,31 s la 100 m, ratând cu o sutime de secundă egalarea recordului național, stabilit în anul 1999 de Ionela Târlea. Pe 19 iulie 2014 a realizat la Pitești un timp de 11,27 s, însă recordul nu a fost omologat deoarece vântul a bătut cu 3,0 metri pe secundă din spate. Apoi s-a clasat pe locul 13 la 100 m la Campionatul European de la Zürich.
A mai participat la Universiada din 2015 de la Gwangju și la Campionatul European din 2016 de la Amsterdam. La Campionatul Național în sală din 2017 a fost depistată cu trimetadizină. A fost suspendată timp de 4 ani deoarece nu a putut să-și demonstreze nevinovăția.
În anul 2008 Andreea Ogrăzeanu a primit titlul de cetățean de onoare al Alexandriei.

## Realizări
| An   | Competiție                                       | Locație                | Loc | Eveniment     | Note    |
| ---- | ------------------------------------------------ | ---------------------- | --- | ------------- | ------- |
| 2005 | Campionatul Mondial de Juniori (sub 18)          | Marrakech, Maroc       | 34  | 100 m         | 12,09   |
| 2005 | Campionatul Mondial de Juniori (sub 18)          | Marrakech, Maroc       | 37  | 200 m         | 25,16   |
| 2005 | Campionatul Mondial de Juniori (sub 18)          | Marrakech, Maroc       | 7   | ștafetă mixtă | 2:10,93 |
| 2006 | Campionatul Mondial de Juniori (sub 20)          | Beijing, China         | 38  | 100 m         | 12,00   |
| 2006 | Campionatul Mondial de Juniori (sub 20)          | Beijing, China         | 42  | 200 m         | 25,05   |
| 2007 | Campionatul Mondial de Juniori (sub 18)          | Ostrava, Cehia         | 5   | 100 m         | 11,80   |
| 2007 | Campionatul Mondial de Juniori (sub 18)          | Ostrava, Cehia         | 15  | 200 m         | 24,49   |
| 2007 | Campionatul European Mondial de Juniori (sub 20) | Hengelo, Olanda        | 15  | 100 m         | 11,94   |
| 2008 | Campionatul Mondial de Juniori (sub 20)          | Bydgoszcz, Polonia     | 6   | 100 m         | 11,67   |
| 2008 | Campionatul Mondial de Juniori (sub 20)          | Bydgoszcz, Polonia     | 14  | 200 m         | 24,00   |
| 2008 | Campionatul Mondial de Juniori (sub 20)          | Bydgoszcz, Polonia     | 11  | 4 × 400 m     | 3:41,39 |
| 2009 | Campionatul European Mondial de Juniori (sub 20) | Novi Sad, Serbia       | 3   | 100 m         | 11,47   |
| 2009 | Campionatul European Mondial de Juniori (sub 20) | Novi Sad, Serbia       | 1   | 200 m         | 23,70   |
| 2009 | Campionatul Mondial                              | Berlin, Germania       | 27  | 200 m         | 23,42   |
| 2010 | Campionatul European                             | Barcelona, Spania      | 26  | 100 m         | 11,78   |
| 2010 | Campionatul European                             | Barcelona, Spania      | 17  | 200 m         | 23,89   |
| 2011 | Campionatul European în sală                     | Paris, Franța          | 23  | 60 m          | 7,50    |
| 2011 | Campionatul European de Tineret (sub 23)         | Ostrava, Cehia         | 1   | 100 m         | 11,65   |
| 2011 | Campionatul European de Tineret (sub 23)         | Ostrava, Cehia         | 6   | 200 m         | 23,69   |
| 2011 | Universiada                                      | Shenzhen, China        | 6   | 100 m         | 11,49   |
| 2011 | Universiada                                      | Shenzhen, China        | 31  | 200 m         | 25,62   |
| 2011 | Campionatul Mondial                              | Daegu, Coreea de Sud   | 32  | 100 m         | 11,46   |
| 2012 | Campionatul European                             | Helsinki, Finlanda     | 17  | 100 m         | 11,55   |
| 2012 | Campionatul European                             | Helsinki, Finlanda     | 16  | 200 m         | 23,66   |
| 2012 | Jocurile Olimpice                                | Londra, Marea Britanie | 32  | 100 m         | 11,44   |
| 2012 | Jocurile Olimpice                                | Londra, Marea Britanie | 32  | 200 m         | 23,46   |
| 2013 | Universiada                                      | Kazan, Rusia           | 3   | 100 m         | 11,41   |
| 2013 | Universiada                                      | Kazan, Rusia           | 3   | 200 m         | 23,10   |
| 2014 | Campionatul European                             | Zürich, Elveția        | 13  | 100 m         | 11,39   |
| 2014 | Campionatul European                             | Zürich, Elveția        | 23  | 200 m         | 23.64   |
| 2015 | Universiada                                      | Gwangju, Coreea de Sud | 17  | 100 m         | 11,79   |
| 2015 | Universiada                                      | Gwangju, Coreea de Sud | 20  | 200 m         | 24,45   |
| 2016 | Campionatul European                             | Amsterdam, Olanda      | 18  | 100 m         | 11,73   |

## Recorduri personale
| Probă           | Performanță | Dată              | Locație   |
| --------------- | ----------- | ----------------- | --------- |
| 100 m           | 11,31 s     | 31 mai 2014       | Weinheim  |
| 200 m           | 22,91 s     | 29 iunie 2013     | București |
| 60 m (în sală)  | 7,36 s      | 18 februarie 2011 | București |
| 200 m (în sală) | 24,45 s     | 5 februarie 2011  | București |